# Gymnogeophagus taroba
Gymnogeophagus taroba es una especie de pez de agua dulce que integra el género Gymnogeophagus, de la familia de los cíclidos. Habita en aguas templado-cálidas en el nordeste del Cono Sur de América del Sur.

## Taxonomía
Esta especie fue descrita originalmente en el año 2017 por los ictiólogos Jorge Rafael Casciotta, Adriana Edith Almirón, Lubomír Piálek y Oldřich Říčan.
Localidad tipo
La localidad tipo referida es: “boca del arroyo Ñandú, cuenca baja del río Iguazú (aguas arriba de las cataratas homónimas), parque nacional Iguazú (PNI), en las coordenadas: 25°42′10.9″S 54°25′31.3″O / -25.703028, -54.425361, Misiones, Argentina”.
Holotipo
El ejemplar holotipo designado es el catalogado como: MLP 11258; se trata de un espécimen adulto el cual midió 86,9 mm de longitud estándar. Fue capturado por Jorge Casciotta y otros en diciembre de 2015.
Se encuentra depositado en la colección de ictiología del museo de ciencias naturales de La Plata (MLP), situado en la ciudad homónima, capital de la provincia argentina de Buenos Aires.
Etimología
Etimológicamente, Gymnogeophagus se construye con palabras del idioma griego, donde gymnos es 'desnudo', gea es 'tierra' y phaegein es 'comer', debido a un tipo de estrategia trófica que poseen los integrantes del género. 
El nombre específico de taroba es un sustantivo en aposición y epónimo que refiere al nombre de la persona a quien fue dedicada, el guerrero mítico Tarobá, el personaje de una leyenda de la etnia kaingang, cuyos integrantes fueron los primeros habitantes de un enorme territorio (que incluye a la región donde habita este pez), en el que hoy se sitúan la provincia argentina de Misiones y parte de los estados brasileños de: São Paulo, Paraná, Santa Catarina y Río Grande del Sur. Tanto su cultura como su idioma diferían de los que poseían los nativos guaraníes.
Relaciones filogenéticas
Al igual que Gymnogeophagus che (Casciotta, Gómez & Toresanni, 2000), G. meridionalis (Reis & Malabarba, 1988), G. rhabdotus (Hensel, 1870), G. terrapurpura Loureiro, Zarucki, Malabarba & González-Bergonzoni, 2016  y G. setequedas (Reis, Malabarba & Pavanelli, 1992), G. taroba pertenece al ‘‘grupo rhabdotus’’, uno de los conjuntos  monofiléticos o subdivisiones en que está seccionado el género Gymnogeophagus. Esto significa que los machos, ni durante el período reproductivo ni fuera de él, jamás desarrollan algún tipo giba en la nuca. También posee la particularidad reproductiva de depositar sus huevos en sustrato, es decir que los incuban sobre una superficie (no en la boca como las especies del ‘‘grupo gymnogenys’’).
Junto con G. che y G. setequedas, G. taroba pertenece a un subgrupo dentro del grupo anterior, el ‘‘grupo setequedas’’, el cual está fuertemente estructurado alopátricamente debido a la fragmentación y especiación causada por la formación de grandes cascadas en los afluentes del río Alto Paraná.

## Distribución geográfica y hábitat

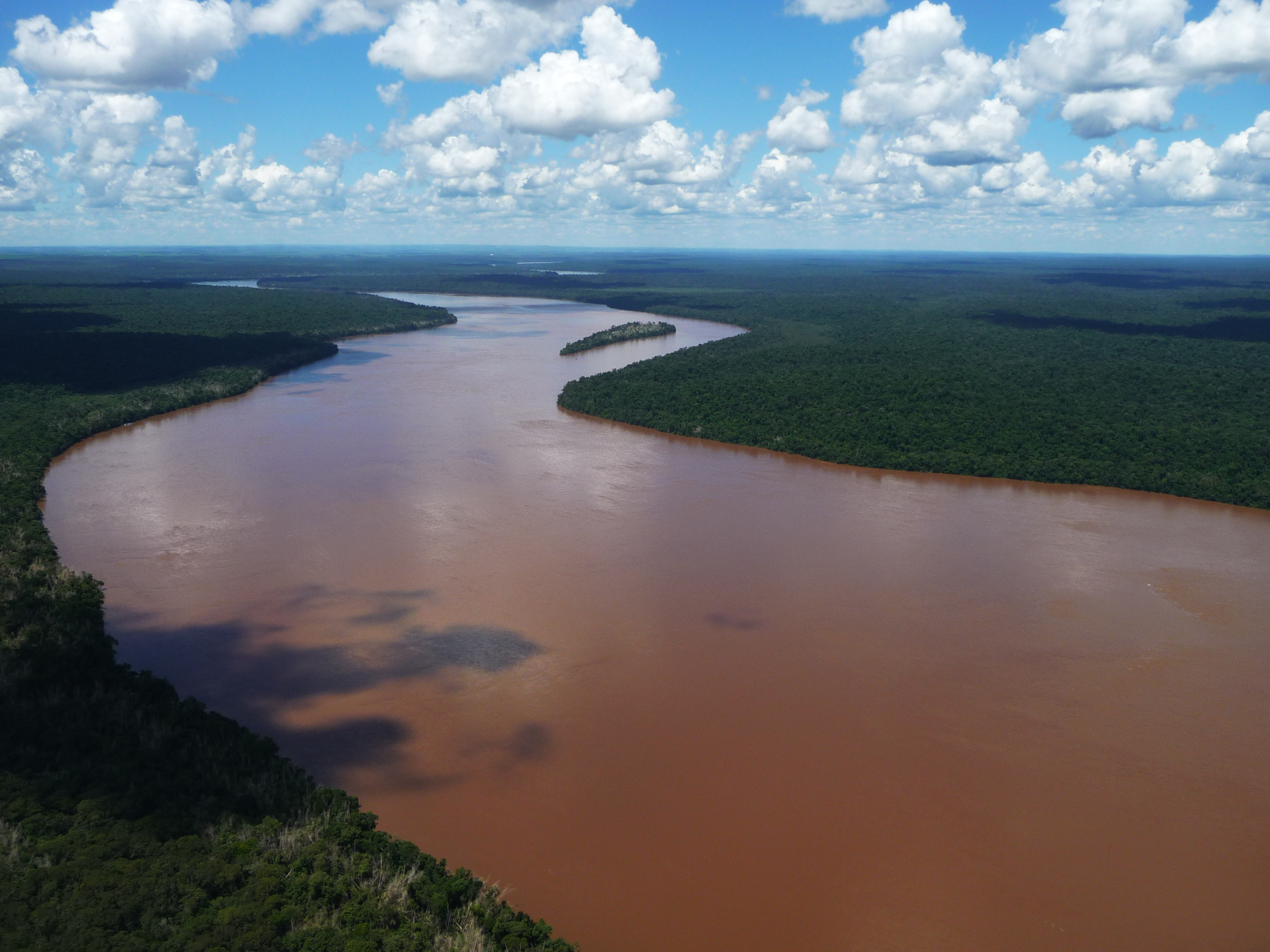
El hábitat de esta especie: el río alto Iguazú, algunos kilómetros antes de caer en las cataratas del Iguazú, en el límite entre la provincia argentina de Misiones (parque nacional Iguazú) y el estado brasileño de Paraná (parque nacional do Iguaçu).

Esta especie es un endemismo de la cuenca baja del río Iguazú superior (aguas arriba de las cataratas del Iguazú), perteneciente a la cuenca del Paraná, integrante a su vez de la cuenca del Plata; dicha hoya hidrográfica vuelca sus aguas en el océano Atlántico Sudoccidental por intermedio del Río de la Plata.
Políticamente, se distribuye en el nordeste de la Argentina, en el extremo norte de la región mesopotámica de ese país, en el sector septentrional de la provincia de Misiones.
En Brasil su distribución comprendería el sudoeste del estado de Paraná.
Ecorregionalmente este pez constituye un endemismo de la ecorregión de agua dulce Iguazú.